# Migration (Geologie)
Migration ist in der Geologie und Lagerstättenforschung die langsame Wanderung von Kohlenwasserstoffen (Erdöl und Erdgas) aus dem Muttergestein – wo seine Bildung und Reifung stattfand – in das spätere Speichergestein. Sie ist ein wesentlicher Vorgang für die Entstehung der Lagerstätten, aber im Detail noch nicht vollständig geklärt.
Die Bildung und Anreicherung von Kohlenwasserstoffen erfolgt überwiegend aus biogenem Material in Meeresablagerungen. Wenn diese bei der Diagenese zu Gestein werden und durch neue Ablagerungen oder tektonische Vorgänge wie Gebirgsbildung der Druck wächst, wird das in den Poren der Sedimente enthaltene Formationswasser langsam ausgepresst und fließt zusammen mit den Kohlenwasserstoffen dem Druckgradienten folgend nach oben ab. Trifft die Mischung auf Speichergesteine in geeigneten geologischen Strukturen (Erdölfallen), so sammelt sie sich dort. Wird sie nicht zurückgehalten, kann sie die Erdoberfläche erreichen und dort spezielle Ablagerungen erzeugen (zum Beispiel Bitumen- oder Asphaltseen wie der La Brea Pitch Lake in Trinidad oder die Asphaltteiche von La Brea in Los Angeles).
Nicht zu verwechseln ist die Migration von Kohlenwasserstoffen mit der geophysikalischen Methode der Migration, die in der Reflexionsseismik beim Processing angewandt wird.